# Yvonne Richter

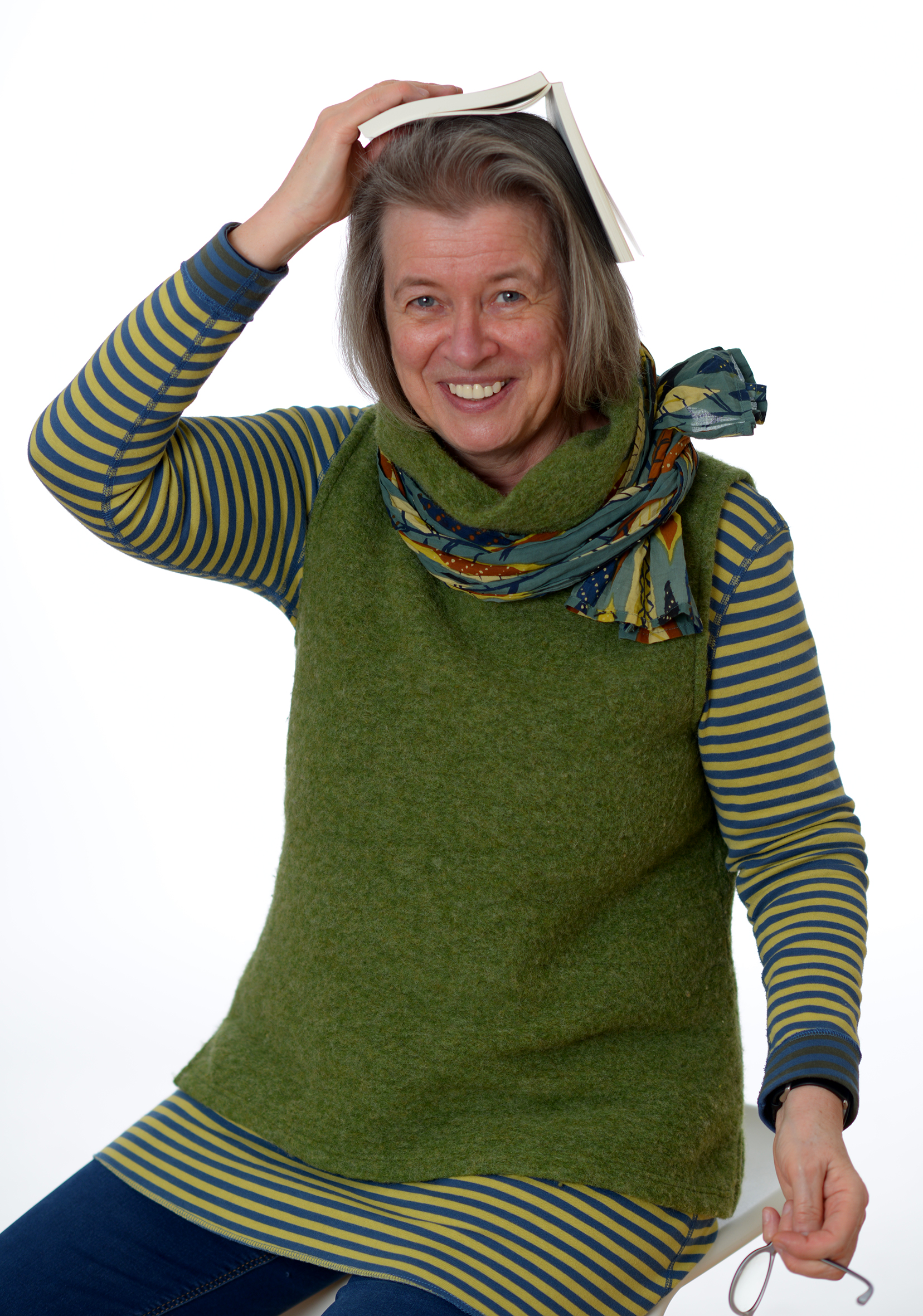
Yvonne Richter (2018)

Yvonne Richter (* 10. April 1956 in München) ist eine deutsche Künstlerin, Schriftstellerin und Illustratorin.

## Leben

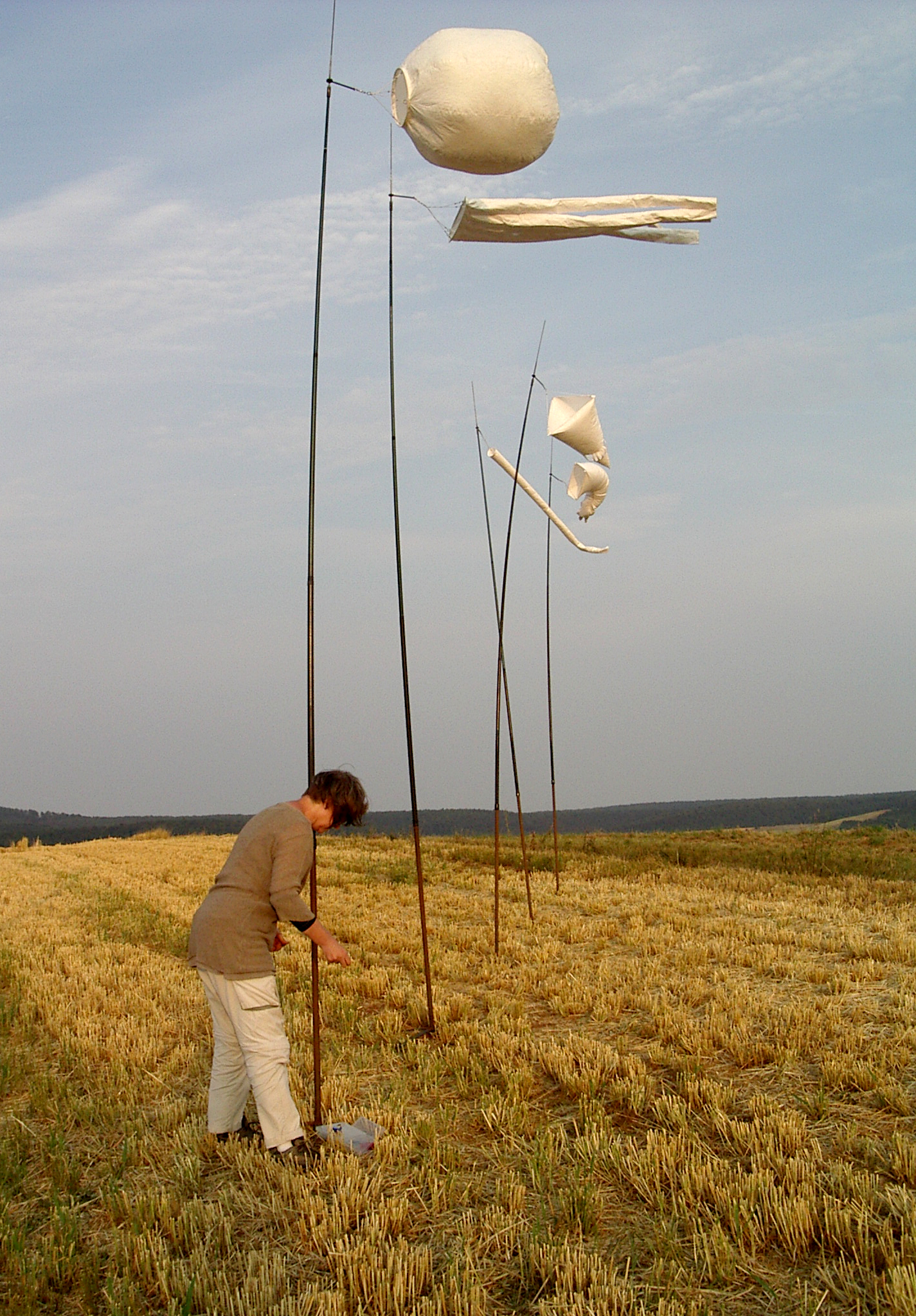
Yvonne Richter beim Aufbau ihrer Arbeit „Windsocks“, 2005

Yvonne Richter ist die Tochter des Künstlerpaares Norbert Richter-Scrobinhusen und Irmgard Richter. Sie verbrachte ihre Kindheit ab dem Schulalter in der bayerischen Kleinstadt Schrobenhausen. Nach dem Abitur und eineinhalb Jahren Praktikum in einer Schreinerei ging sie an die Kunstakademie München, um Malerei und Kunsterziehung zu studieren. Mit 21 Jahren gründete sie zusammen mit ihrem Bruder, dem Musiker und Bildhauer Nik Richter, und weiteren Künstlerkollegen den Kunstverein Schrobenhausen, der bis heute (2021) existiert.
Nach den beiden Staatsexamen arbeitete sie ein Jahr als Kunsterzieherin. Danach nahm sie eine Stelle beim gerade entstehenden Museum im Koffer in Nürnberg an, dem ersten mobilen Kindermuseum Deutschlands. Zusammen mit der Gründerin Kristine Popp und anderen baute sie diese Einrichtung auf, die seitdem mit immer mehr Themen im gesamten deutschsprachigen Raum unterwegs ist. 2001 war Richter auch maßgebend an der Einrichtung des Kindermuseums Nürnberg im Kachelbau beteiligt. Richters grafische Arbeiten prägten vor allem das Erscheinungsbild der Einrichtung mit seinen interaktiven Ausstellungen nach innen und außen.
Während ihrer Zeit beim Museum war Richter auch mit eigenen künstlerischen Projekten unterwegs. Zusammen mit der Künstlerin Juliane Stiegele nahm sie mit zwei eigenen Produktionen am Internationalen Figurentheaterfestival Nürnberg/Fürth/Erlangen teil: 1987 mit einer Marionettenproduktion als Theater am Schnürchen: „Der Vorhang klemmt“ und 1991 mit der Performance „Blau sieht Rot: Gelb!“. Aus letzterem Projekt koppelten Stiegele und Richter einzelne Performances aus und tourten damit durch Deutschland zu Auftritten in Galerien, Kulturzentren, Museen und Theatern.

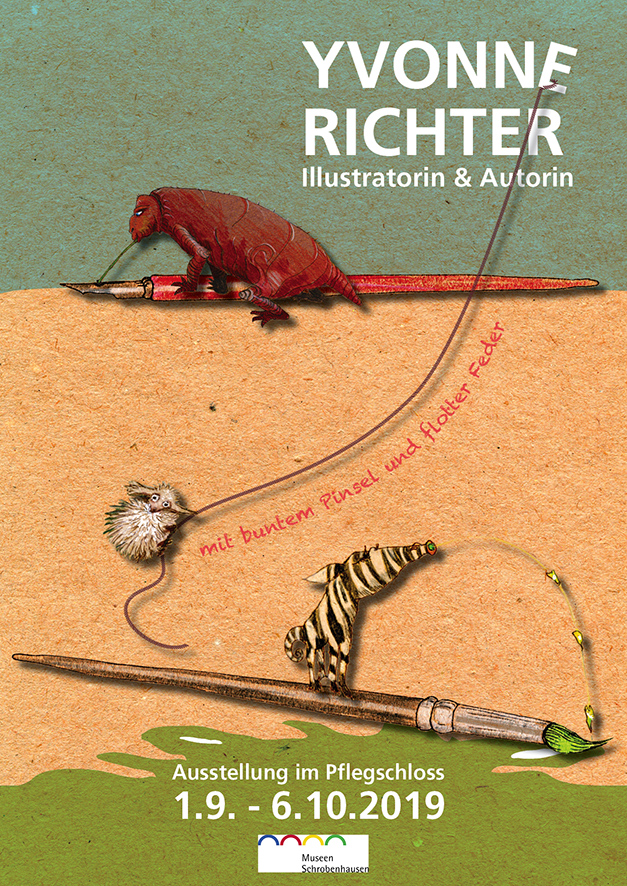
Ausstellungskatalog zu Yvonne Richters Werkschau 2019

Richters künstlerische Tätigkeit schlug sich ebenso in Ausstellungen nieder. Mit ihren Windobjekten war sie 1998 auf der Landesgartenschau in Neumarkt, am Kunstparcours der Treuchtlinger Kunsttage 1997 und 2005 in der Ausstellung „Bewegter Wind“ in einem Windpark bei Kassel vertreten.
Zuletzt hatte sie im Pflegschloss Schrobenhausen 2019 eine große Einzelausstellung mit einer Retrospektive ihres humoristischen und literarischen Schaffens von 2000 bis 2019.
1998 begann sie Cello zu lernen. Im Schloßgeister Kammerorchester Schwaig spielte sie bis zu dessen Auflösung 2019 mit, im Celloensemble von Lore Benker ist sie Mitglied. Seit 2008 schreibt und illustriert Yvonne Richter Bücher. Ihr Romandebüt erschien 2016, inzwischen sind drei ihrer Kinderbücher erschienen, zwei davon auch von ihr illustriert. Ihre Fantasyromane für Kinder von 10 bis 12 Jahren drehen sich um Mutmachen, Toleranz und Wortwitz, Sprachphantasien und Vielfalt.
Im April 2019 verließ sie das Kindermuseum/Museum im Koffer, um sich ganz ihrer literarischen und künstlerischen Tätigkeit zu widmen. Sie führte Lesungen an Schulen und in Bibliotheken, in Galerien und auf der Buchmesse Leipzig durch. In ihrem aktuellen Leseprogramm von 2020 begleitet sie sich selbst auf dem Cello mit eigens dazu komponierten Stücken der Musikerin Lore Benker.
Yvonne Richter ist Mitglied der BücherFrauen, bei Wortwerk mit Christian Schloyer und Beisitzerin im Vorstand vom Verband deutscher Schriftstellerinnen und Schriftsteller, Regionalgruppe Mittelfranken.

## Veröffentlichungen
Romane für Kinder
Die langjährige Arbeit im Kindermuseum/Museum im Koffer mit seinen vielfältigen historischen, naturkundlichen und interkulturellen Themen erklärt Richters Vorliebe, für Kinder Geschichten zu erfinden. Nach Jahren intensiven Schreibens wurde der erste Verlag auf Richter aufmerksam und ermöglichte ihr Romandebüt, das auf der Leipziger Buchmesse 2016 vorgestellt wurde. Weitere Veröffentlichungen folgten.
- Castella und die verlorenen Kinder. Fahner Verlag, Lauf 2019, ISBN 978-3-942251-42-6.
- Casting – Spiel ums Leben. Fabulus Verlag, Fellheim 2016, ISBN 978-3-944788-28-9.
- Lui in der Draußenwelt. Fabulus Verlag, Fellheim 2016, ISBN 978-3-944788-18-0.

Textbeiträge in
- Rudolf Seitz (Hrsg.): Masken, Bau und Spiel. Don Bosco Verlag, München 1980, ISBN 3-7698-0402-3.
- Karl Amereller, Richard Hiepe (Hrsg.): Norbert-Richter-Scrobinhusen. Verlagsanstalt Bayerland, Dachau 1989, ISBN 3-89251-073-3.

Illustrationen
- Benno Bickl, Dieter Distl (Hrsg.): Schrobenhausener Lese- und Bilderbuch. edition scropinhusun, Schrobenhausen 1982, ISBN 3-922803-02-4, Abbildung S. 42 und 235.
- Kristine Popp, Annette Beyer: Notizbuch über die Entstehung der Arten. Klett Verlag, Stuttgart 1995, ISBN 3-12-752620-2.
- Kristine Popp, Ludwig Schroll: Radiotechnik, Die Geschichte der Elektrizität & der Stammbaum des Radios. Eine Publikation des Rundfunkmuseum Schloss Brunn, 1996.

Cover für Musikverlage (Auswahl)
- J. S. Bach, Französische Suite Nr. 5, Bearbeitung für 3 Violoncelli, Lore Benker, Eres Verlag, Lilienthal 2020, eres 3283
- George Gershwin, Rhapsodie in Blue, Bearbeitung für 4 Celli, Lore Benker, Eres Verlag, Lilienthal 2018, eres 3268
- Modest Mussorgsky, Bilder einer Ausstellung, Bearbeitung für 3 Violoncelli, Lore Benker, Eres Verlag, Lilienthal 2016, eres 3248
- Wolfgang Amadeus Mozart, Die Zauberflöte, Bearbeitung für 3 Violoncelli, Lore Benker, Eres Verlag, Lilienthal 2013, eres 3201
- Der Cellodetektiv 1, Auf der Spur des Übens, für 3 Violoncelli, Lore Benker, Trio Verlag, Mettenheim 2012, Trio SK-014

## Ausstellungen
Richter begann bereits 1979 auszustellen, zunächst waren es Ausstellungsbeteiligungen z. B. in Augsburg, Memmingen, Friedberg, Ingolstadt, Nürnberg, Schrobenhausen oder Herren. Hier eine Auswahl der letzten Jahre:
| Jahr | Ort                                              | Anmerkung               |
| ---- | ------------------------------------------------ | ----------------------- |
| 1997 | Kunstparcours Treuchtlingen                      | Ausstellungsbeteiligung |
| 1998 | Landesgartenschau Neumarkt                       | Ausstellungsbeteiligung |
| 2001 | Kunstverein Schrobenhausen                       | Einzelausstellung       |
| 2001 | Kontemplationshaus Nürnberg                      | Einzelausstellung       |
| 2005 | „Bewegter Wind“, Windpark Lichtenfeld bei Kassel | Ausstellungsbeteiligung |
| 2019 | Pflegschloss Schrobenhausen                      | Einzelausstellung       |

## Förderungen
Für die Realisierung des aufwändigen Figurentheaters „Blau sieht Rot: Gelb!“ (1991), einer Produktion für große Bühnen, mit speziell dazu komponierter Musik von Walter Bittner, Augsburg, erhielten Yvonne Richter und Juliane Stiegele Förderungen, durch die das Projekt erst ermöglicht wurde. Die Zuedungen kamen von der Stadt Nürnberg, der Stadt Augsburg und der Marli-Hoppe-Ritter-Stiftung. Verschiedene Liveperformances folgten, etwa bei der schwäbischen Kunstausstellung in Augsburg. Es folgen Gastspiele unter anderem in Fürth, München, Rosenheim und Nürnberg.